# Alekseev Tipo 150
El Alekseev tipo 150 fue un prototipo de bombardero de largo alcance, producido en la Unión Soviética en los 40; gracias a la ayuda de científicos alemanes capturados de los laboratorios de desarrollo de la planta Junkers. El Alekseev Tipo 150, fue uno de los últimos desarrollos del equipo ruso-alemán.
Era un bombardero a medio camino entre el Il-28 y el Tu-16.El desarrollo final del grupo de trabajo fue el tipo Junkers Podberesje 150, realizado en mayo de 1951. Este avión es muy diferente de Ju-287 tenía un clásico ala en flecha, una cola en T, con el tren de aterrizaje central de relleno en tándem puntas de las alas y dos motores Lyulka AL-5.

## Historia
En la Planta Experimental N° 1, donde los ingenieros aeronáuticos alemanes capturados fueron reunidos, se creó en 1946 sobre la base de la ex-planta de aviación No. 458, en la que, durante la guerra; se construían y reparaban hidroaviones y se desarrollase el Yak-3, así como derivados rusos del caza Spifire para su uso en versiones navalizadas, todo ello bajo la orientación y dirección del diseñador I.V. Chetverikov. En 1946, Chetverikov y sus asistentes fueron trasladados a Leningrado y el general V.I. Abramov fue nombrado director de la Planta 1. Los alemanes fueron asignados a dos OKB separadas posteriormente.

### OKB-l
Estaba basado en la sección de las aeronaves de la empresa soviético-alemán de Dessau. El ingeniero P. N. Obrubov graduado en la Universidad de Goettingen y el ingeniero alemán F. Freitag fueron los diputados del jefe de diseño B. Baade. El grupo de los principales empleados del OKB-1 también incluía al diseñador del bombardero Ju 287 H. Wocke, al ingeniero jefe de planta de Dessau J. Haselhoff. El exjefe del departamento de aerodinámica de Junkers Dr. G. Bockhaus y K. Strauss, doctorado por la Universidad de Hannover, tenía la supervisión de la aerodinámica de investigación. Curiosamente, entre los especialistas en esta OKB había un ruso, Boris Fedorovich Shlippe. Nacido en Moscú en 1903, emigró a Alemania, donde se graduó en el Instituto Politécnico de Chemnitz, y trabajó como ingeniero de aviación en Dessau. Aparentemente, él era un buen especialista, ya que, a pesar de su "emigrado" pasado, al frente de una sección de la OKB y fue muy bien remunerado, recibiendo 5.000 rublos al mes.

### Bombardero 150
La creación del bombardero frontal "150" con alas en flecha se convirtió en la última tarea del OKB-1. A diferencia de las máquinas descritas anteriormente, no era un desarrollo de los aviones alemanes de la era de la Segunda Guerra Mundial , porque representaba un diseño totalmente nuevo que utilizaba los últimos avances en ciencia y tecnología de la segunda mitad de la década de 1940. 
Además de los especialistas alemanes de la planta experimental OKB-1, los principales científicos del TsAGI participaron en este trabajo. Este avión diseñado en estrecha colaboración con el Cahi (TsAGI), contó con los principales expertos en aerodinámica y estructuras que eran V.N Belyayev, A.I Makarevskii,J.P Svishchev y S.A. Khristianovich.

#### RB-2
El prototipo "150" fue desarrollado a partir del diseño RB-2 iniciado por Baade y sus colaboradores en 1948. Esta máquina de 30 toneladas de peso con dos turborreactores TR-3 debía tener una velocidad estimada de unos 1.000 km/h. El diseño fue analizado y aprobado por el TsAGI, en líneas generales, aunque se recomendaron cambios en el sistema de control y de la unidad de cola, para mejorar la estabilidad de las aeronaves y capacidad de control.

#### 150
La versión modificada recibió la designación planta "150". En 1949 se construyó una maqueta y los planos de trabajo comenzaron a ser emitidos. El bombardero de ataque tenía un ala de barrido positivo alta, cola en T alta, dos motores turborreactores montados en pilones bajo las alas, y una tripulación de cuatro personas. Estaba armado con tres torretas de cañones dobles. El fuselaje consistía en tres partes. Una cabina presurizada adelante acomodaba al piloto y copiloto (también era el operador de radar ), y a un artillero que utilizaba un periscopio flexible para el manejo de la torreta superior.La cabina estaba protegido por una armadura inferior. La parte posterior tenía otra cabina presurizada para el radio operador / artillero de cola. La bahía de bombas estaba en el centro y podía acomodar hasta 6.000 kg de bombas o tanques adicionales de combustible. El ala tenía un barrido positivo de 35 °, siendo de construcción monocasco con paneles estresados con corrugación interior. Los tanques de combustible estaban colocados en el centro de la sección; también disponía de dispositivos elevadores integrados con flaps en el borde de fuga. Los alerones y elevadores eran de una construcción de tres segmentos, y los timones tenía dos segmentos. Esta separación en segmentos se hizo para mejorar la capacidad de supervivencia de la máquina en combate. 
Mientras que el "150" se estaba diseñando, se produjo un debate sobre el tipo de motores que el bombardero debía tener. Brunolf Baade abogó por el uso de potentes motores turborreactor AM-03 de 8000 kg diseñados por AA Mikulin mientras SM Alekseyev sugirió el uso del Lyul'ka AM AL-5, que eran menos potentes pero, por otro lado, tenía menos resistencia debido a que eran más pequeño. Después de largas discusiones, fue elegida la segunda alternativa. 
El control de la aeronave, era un tipo de sistema hidromecánico irreversible bastante inusual. El piloto operaba bombas hidráulicas a través del bastón de mando y pedales, con lo que el fluido hidráulico se introducía en motores hidráulicos de ambos lados, a su vez, cambiando la dirección de su rotación.Las superficies de control eran activadoas por motores hidráulicos través de un sistema reductor de engranajes . Debido a que no había sistemas de control análogos en la industria aeronáutica soviética en esos momentos , este dispositivo fue sometido a pruebas considerables. Las pruebas se llevaron a cabo no solo en un banco de pruebas especialmente construido, sino también en aviones Ju 388 de la planta utilizados como un "laboratorio volante". 
El "150" fue el primer avión con motores montados en pilones en la URSS Tal configuración hizo posible, por un lado, hacer el ala aerodinámicamente limpia y mejorar sus cualidades de elevación, y, por el otro, a utilizar los motores en posición avanzada como cargas anti-aleteo . El diseño "150" también contó nuevo sistema de aterrizaje biciclo . En 1949 se puso a prueba el prototipo de bombardero diseñado por Alekseyev 1-215. A sugerencia de Baade, el tren trasero fue diseñado de tal manera que su altura se puede reducir en el despegue, reduciendo de este modo la carrera de despegue gracias un ángulo de ataque mejorado por 3 °. Entre otras innovaciones técnicas, estaban tanques de combustible de construcción celular para prevenir que el combustible se derramase rápidamente desde los tanques dañados, la cola en T , el nuevo sistema extintor, y el uso nuevo B95 de piezas anchas de aleación de duraluminio. El proceso de construcción de la aeronave se prolongó durant muy largo tiempo gracias a todos estas innovaciones. Si bien existía la posibilidad de utilizar piezas de otros prototipos cuando el EF-131 y el avión EF-140 se están diseñando, ahora había que crear todo prácticamente de nuevo. A menudo es necesario recurrir a otras plantas para obtener ayuda. Como resultado, el primer prototipo no fue terminada hasta finales de 1951. Pronto el segundo designado para las pruebas de resistencia estática estuvo listo. El tamaño del campo de aviación en Borki no permitía la prueba de aviones pesados tales como el "150" (su peso de despegue de 38 toneladas era 1,5 veces mayor que el de lo "140"). Es por eso que el bombardero tuvo que ser desmantelado después de pruebas en tierra y transportado a un nuevo aeródromo en Lukhovitsy, a más de 200 kilómetros de la planta. El transporte, montaje y preparación del vuelo tomó varios meses.

### Vuelos de prueba
Un prototipo fue construido y esperando a que salieran los motores de las fábricas. El 14 de mayo de 1951, el piloto de prueba Vernikov realizó el primer vuelo. Las pruebas de vuelo demostraron que el dispositivo era viable a pesar de los problemas de vibración en la altura y de potencia, y la novedad de algunas de las soluciones técnicas implementadas.
El vuelo inicial del 150 fue el 5 de septiembre de 1952 y finales de otoño ocho vuelos se habían hecho. Sus resultados fueron prometedores, pero pronto las pruebas de nieve impidió que se completará a finales del año. Los vuelos comenzaron de nuevo en la primavera de 1953. Los pilotos I. Vernikov y Zyuzin DV realizaron las pruebas. 
Durante el decimosexto vuelo, en abril de 1952 gracias a una acción prematura de frenado, el avión tomó tierra con las ruedas bloqueadas y patinó dañándose el tren de aterrizaje que fue reparado.
En el decimoctavo vuelo, el 9 de mayo de 1952, el avión se estrelló en el aterrizaje debido a un fallo del motor. Vernikov calculó mal la pista de aterrizaje y tiró de la palanca hacia atrás demasiado pronto. La aeronave se detuvo, perdió velocidad, y golpeó en modo de ejecución de una altura de 5-10 metros. Nadie resultó herido, pero el tren de aterrizaje estaba roto (en este caso, el tren trasero atravesó el fuselaje), dañando los motores y la parte inferior del fuselaje. Tras el incidente, Vernikov fue degradado de piloto primera clase a segunda clase. Aunque las pruebas de vuelo terminó en fracaso, los vuelos mostraron que en general el bombardero se ajustaba a las especificaciones técnicas y llegó a superar las expectativas algunos de ellos. A pesar de ello, el Ministerio de la industria de la aviación decidió no restablecer el avión dañado y terminó la prueba.El programa se detuvo por el mayor potencial del Tu-88 (el prototipo del Tu-16). El Tupolev Tu-16 fue puesto en producción en lugar del tipo 150, que era el último descendiente del Junkers Ju-287 , el primer reactor de ala inversa de la historia.

### Los diseñadores retornan a Alemania

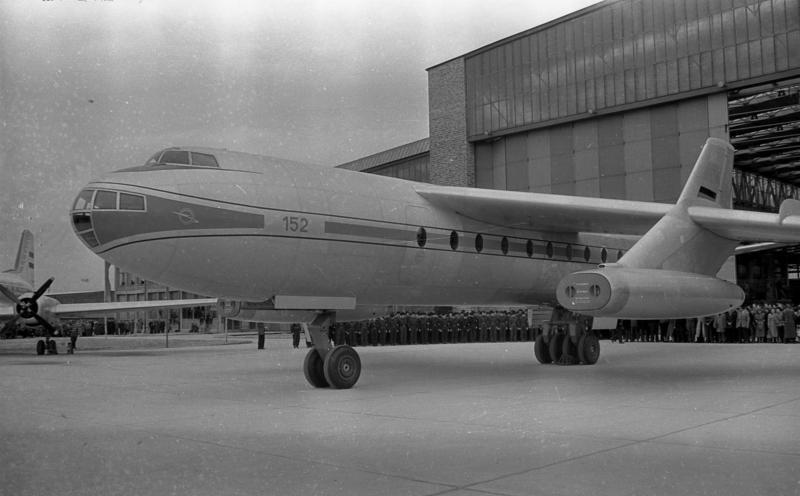
Lanzamiento del "Baade 152" en Dresde el 30 de abril de 1958

En 1953 Baade regresó a la Alemania Oriental, haciéndose cargo de la VEB Dresde Flugzwerke, donde desarrolló un avión de línea derivado del Tipo 150, que fue designado Baade 152. Mientras tanto, Hans Wocke, fue capaz de llegar a Alemania Occidental, donde se convirtió en jefe de la empresa de aviación Hamburger Flugzeugbau, y posteriormente diseñó el avión de negocios HFB-320. Esta unidad se caracteriza principalmente por su ala de flecha invertida, la que Wocke diseñó 20 años atrás.

## Variantes
- '150' – `Versión inicial del avión, volada como el '150'.
- '150-R' – Una variante de avión de reconocimiento táctico, diseñada a principios de 1951. Fue construida una maqueta pero desarrollo a gran escala, pero su producción no se llevó a cabo.
- '152' - El avión Baade 152 (también conocido como tipo VEB 152) diseñado y fabricado en la RDA por VEB Flugzeugwerke Dresde, después de que el equipo de OKB-1 fuera repatriado.[nota 1]

## Otros aviones Alekseev
Otro aviones de la fábrica Alekseev fueron:
Fuente
| Modelo            | Tipo       | Fecha de entrega |
| ----------------- | ---------- | ---------------- |
| Alekseev I-211    | Caza       | 1947             |
| Alekseyev I-212   | Caza       | Nunca construido |
| Alekseev I-215    | Caza       | 1948             |
| Alekseev Tipo 150 | Bombardero | 1951             |

## Especificaciones del Alekseev tipo 150
Referencia datos: 

### Características generales
- Tripulación: 5
- Longitud: 26.74 m (87 ft 8-3/4 in)
- Envergadura: 24.1 m (79 ft 1 in)
- Altura: 7.6 m (24 ft 11-1/4 in)
- Superficie alar: 158 m² (1,700 ft²)
- Peso vacío: 26,100 kg (57,550 lb)
- Peso cargado: 47,000 kg (103,635 lb)
- Planta motriz: 2× turborreactor Lyul'ka TR-3A[14][15] o Lyulka AL-5.
  - Empuje normal: 49.05 kN (11,025 lbf) de empuje cada uno.35875 litros de combustible

### Rendimiento
- Velocidad nunca excedida (Vne):  970 km/h (603 mph)
- Alcance: 5 horas 36 min 4,500 km (2,800 millas)
- Techo de vuelo: 12,500 m (41,000 pies)
- Régimen de ascenso: 16.66 m/s (3,281 ft/min)

### Armamento
- Cañones: 5× 1 x Sh-23 (Shpitalnyy – cañón de 23 mm de Boris Shpitalnyy) fijo, disparando hacia adelante en estribor en la parte delantera del fuselaje.
2 x cañones Sh-23 de 23 mm 2 x en una barbeta a control remoto dorsal DB-23 
2 x cañones de 23 mm de Sh-23 en una barbeta a control remoto de cola DB-25
- Bombas: 6.000 kg (13.230 lb) de bombas en un compartimento interno de bombas.

### Desarrollos relacionados
- Baade 152

### Aeronaves similares
- North American B-45 Tornado
- Ilyushin Il-46
- Ilyushin Il-54